# Wittersheim (Duitsland)
Wittersheim is een plaats in de Duitse gemeente Mandelbachtal, deelstaat Saarland, en telt 618 inwoners (05.2007).

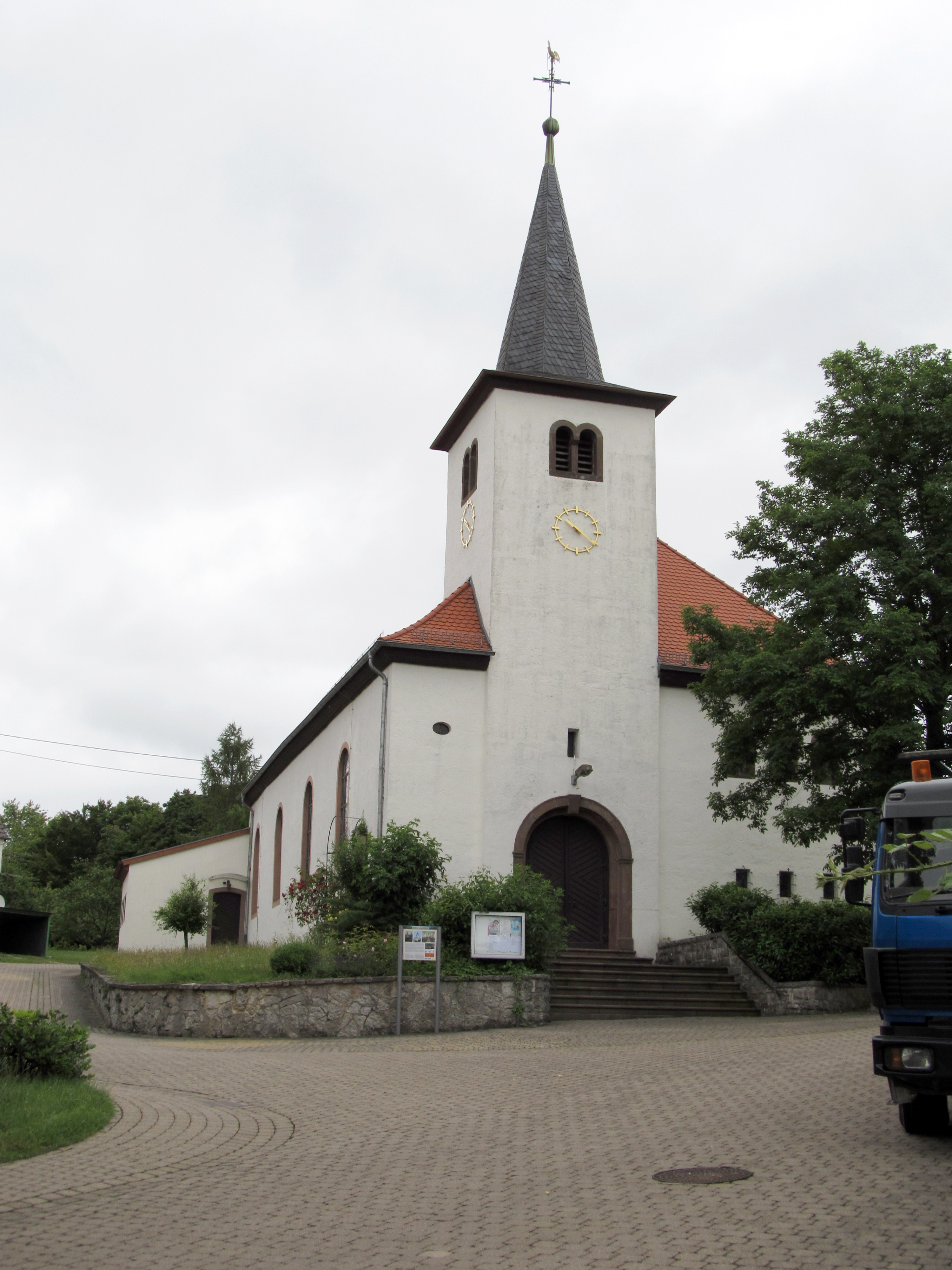
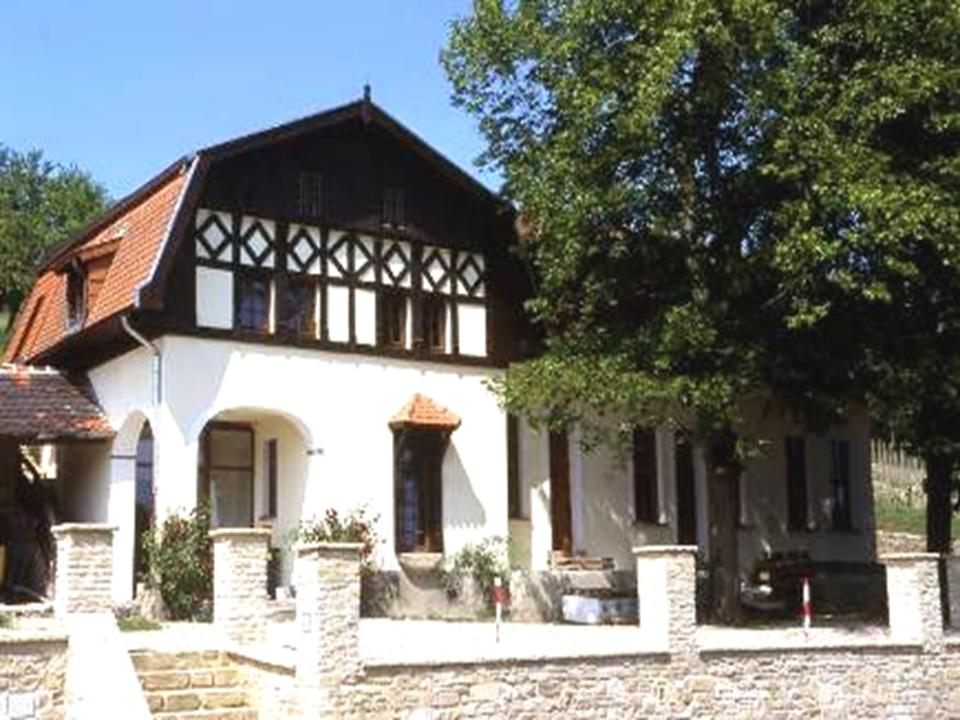
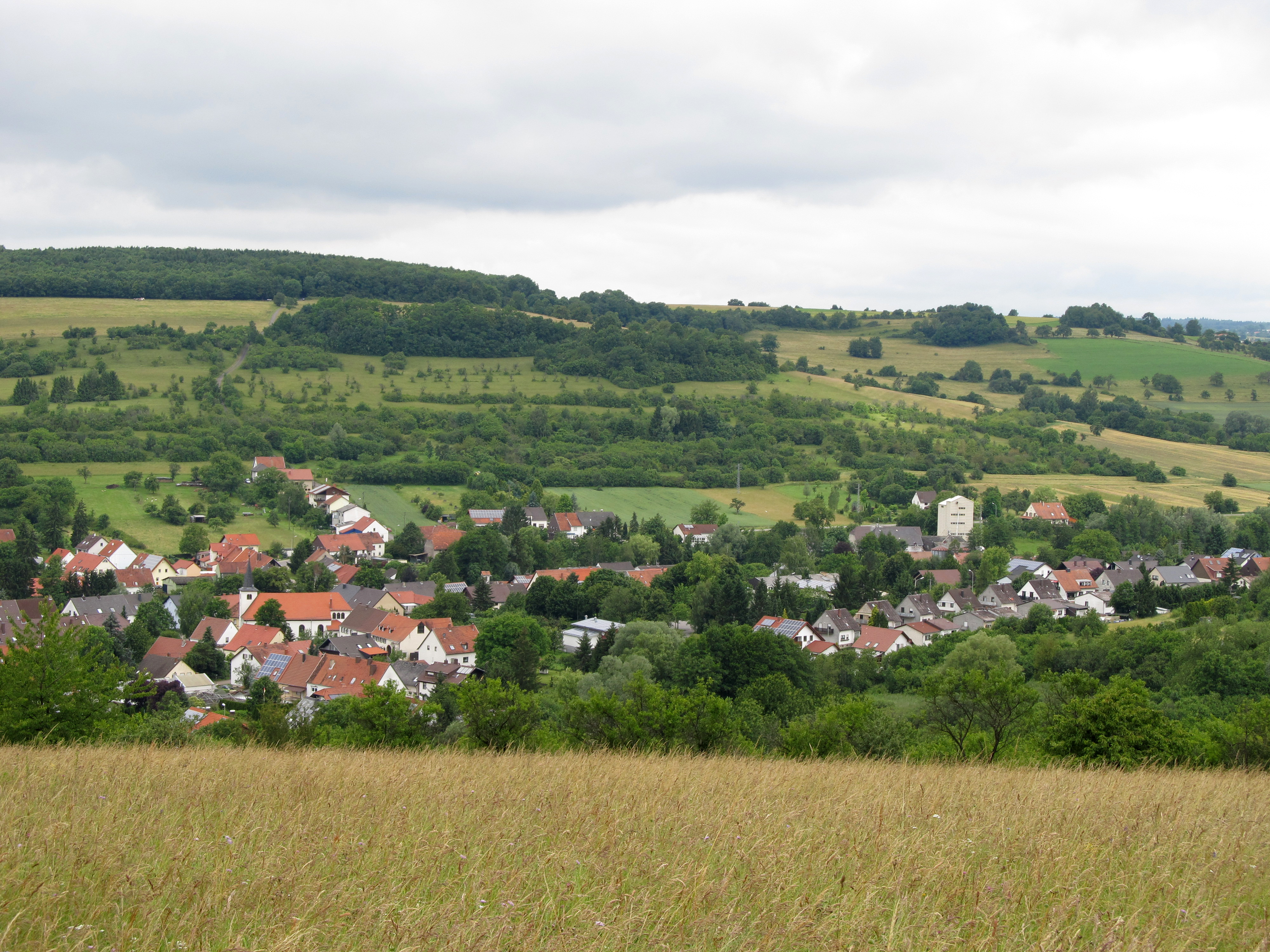